# کودکان بازی می‌کنند
کودکان بازی می‌کنند (هلندی: Spelende kinderen) یک فیلم صامت کوتاه هلندی است که در سال ۱۸۹۶ میلادی ساخته شد. کارگردان این فیلم مایکل هندریخ است. این فیلم مفقود شده است.